# Steven Pressfield
Steven Pressfield (Port of Spain, Trinidad és Tobago, 1943 –) angolszász író.

## Élete
Diplomáját a Duke Egyetemen szerezte 1965-ben, majd a tengerészethez ment. Házasságkötését követően New Yorkba költözött, ahol a Benton & Bowles kiadónál helyezkedett el. Három éven belül elvált, és egy furgonban kényszerült lakni egy folyóparton. Mindenféle munkát elvállalt: vezetett traktort Kaliforniában, tanított egy iskolában New Orleans városában, olajmezőkön dolgozott Louisianában, de gyümölcsöt is szedett Washington államban.
Ez idő alatt befejezett három novellát, melyek egyike sem látott napvilágot. Miután a harmadikat megsemmisítette, 1980-ban, New Yorkban választás elé állította magát: ha írás, akkor felköti magát, ha fej, akkor pedig Hollywoodba megy. Feldobott egy érmét… és fej jött ki.
A következő 15 évben 34 színművet írt. Ezek némelyikét nem írta alá, pedig ismert film lett belőle. Felfedezte magának Gandhi kedvenc könyvének, a Bhagavad-gíta című műnek a világát. Ennek eredménye egy regény lett (The Legend of Bagger Vance: A Novel of Golf and the Game of Life), amelyet Robert Redford Bagger Vance legendája címmel filmesített meg 2000-ben.
Ezt követően kezdte írni azokat az ókori görögökről szóló könyveit, amelyek híressé tették, és meghozták számára az írói elismerést. Nemcsak a nagyközönség, de a hadászati szakma is felfedezte munkáit: szerepelnek a tengerészet és a katonai akadémiák kötelező olvasmányainak listáján.
2003-ban Spárta tiszteletbeli polgárává avatta Steven Pressfield-et (A tűz kapui Thermopűléről, Leonidász hőseiről szól).

## Magyarul

### Kötetek
- A tűz kapui; ford. Csatáry Tünde; Aquila, Debrecen, 1999 (Krónikás könyvek); V. Csatáry Tünde; Partvonal, Bp., 2016 ISBN 978 615 5283 85 7
- A háború hullámai; ford. Vargáné Csatári Tünde; Aquila, Debrecen, 2003 (Krónikás könyvek)
- Az afgán hadjárat; ford. Nitkovszki Stanislaw; Aquila, Debrecen, 2007 ISBN 978 615 5283 84 0
- Vadászat Rommelre; ford. Kállai Tibor; Partvonal, Bp., 2014 ISBN 978-615-5283-41-3
- Az utolsó amazon; ford. V. Csatáry Tünde; Partvonal, Bp., 2017 ISBN 978 615 5783 06 7
- Végezd el a munkát
- Profivá válni

### E-könyv
- A művészet háborúja. Nyerd meg a belső kreatív harcot; előszó Robert McKee, ford. Vörös Amadea; Apollo–Vörös Amadea, Érd, 2016; pdf Archiválva 2020. november 28-i dátummal a Wayback Machine-ben; ISBN 978 963 12 7733 3